# Luis Vega González
Luis Vega González (Madrid, 16 de julio de 1960) es un matemático español, especializado en ecuaciones diferenciales parciales.

## Biografía
Vega se licenció en la Universidad Complutense de Madrid en 1982 y se doctoró en 1988 en la Universidad Autónoma de Madrid (UAM) con Antonio Córdoba Barba, con la tesis El multiplicador de Shrödinger la función máxima y los operadores de restricción. Vega fue un profesor Dickson en la Universidad de Chicago como postdoctorado. Enseñó, como profesor ayudante, hasta 1993 en la UAM y luego en la Universidad del País Vasco, donde recibió una cátedra de pleno derecho en 1995. Es el director científico del Centro Vasco de Matemática Aplicada (BCAM).
Durante breves períodos (principalmente en el verano) de 2000 a 2008, fue profesor invitado en la Universidad de California en Santa Bárbara. Fue durante breves períodos profesor invitado en el MSRI, en Paris 12, Paris 13, École normale supérieure, École polytechnique, Institut Henri Poincaré, la Universidad de Cergy-Pontoise, el Centro Ennio de Giorgio de la Universidad de Pisa y la Universidad de Washington. Estuvo dos veces en el Instituto de Estudios Avanzados.
Es coeditor del Journal of Evolution Equations (desde 2009) y del Journal of Fourier Analysis and its Applications (desde 2010) y editor general de La revista matemática iberoamericana (desde 2011).
En 2006 Vega fue orador invitado con la charla El problema del valor inicial para las ecuaciones de Schrödinger no lineales en el Congreso Internacional de Matemáticos en Madrid (España).

## Premios y distinciones
- Fellow de la American Mathematical Society
- Premio Euskadi de Investigación (2012).[7]
- Medalla Blaise Pascal (2015).[3][8]
- Premio Nacional de Investigación Julio Rey Pastor, otorgado por el Ministerio de Ciencia, por sus aplicaciones al estudio del análisis armónico para ecuaciones diferenciales dispersivas, que han supuesto un impacto científico muy singular en el área de las Matemáticas.[9]
- Medalla de la RSME 2023[10]

## Publicaciones seleccionadas
- Vega, Luis; Kenig, Carlos; Ponce, G. (1998). «Smoothing effects and local theory theory for the generalized nonlinear Schrödinger equations». Invent. Math. (en inglés) 134: 489-545.
- Vega, Luis; Kenig, Carlos; Escauriaza, L. (2012). «Uniqueness properties of solutions to Schrödinger equations». Bull. Amer. Math. Soc. (en inglés) 49: 415-442.